# Marcel Noebels
Marcel Noebels (* 14. März 1992 in Tönisvorst) ist ein deutscher Eishockeyspieler, der seit Oktober 2014 bei den Eisbären Berlin aus der Deutschen Eishockey Liga (DEL) unter Vertrag steht und dort auf der Position des Centers spielt. Sein Debüt in der DEL feierte Noebels im Trikot der Krefeld Pinguine, ehe er vier Spielzeiten in Nordamerika verbrachte, wo er unter anderem 95 Partien in der American Hockey League (AHL) absolvierte. Mit den Eisbären Berlin gewann er zwischen den Jahren 2021 und 2025 insgesamt viermal die Deutsche Meisterschaft.

## Karriere
Marcel Noebels begann seine Karriere als Eishockeyspieler in der Nachwuchsabteilung des Krefelder EV, für den er bis 2006 aktiv war. Anschließend verbrachte der Center ein Jahr bei den U16-Junioren der Eisbären Juniors Berlin, ehe er zwei Spielzeiten lang für die Jungadler Mannheim in der Deutschen Nachwuchsliga (DNL) auf dem Eis stand. Mit diesen wurde er 2008 und 2009 jeweils Deutscher Nachwuchsmeister.

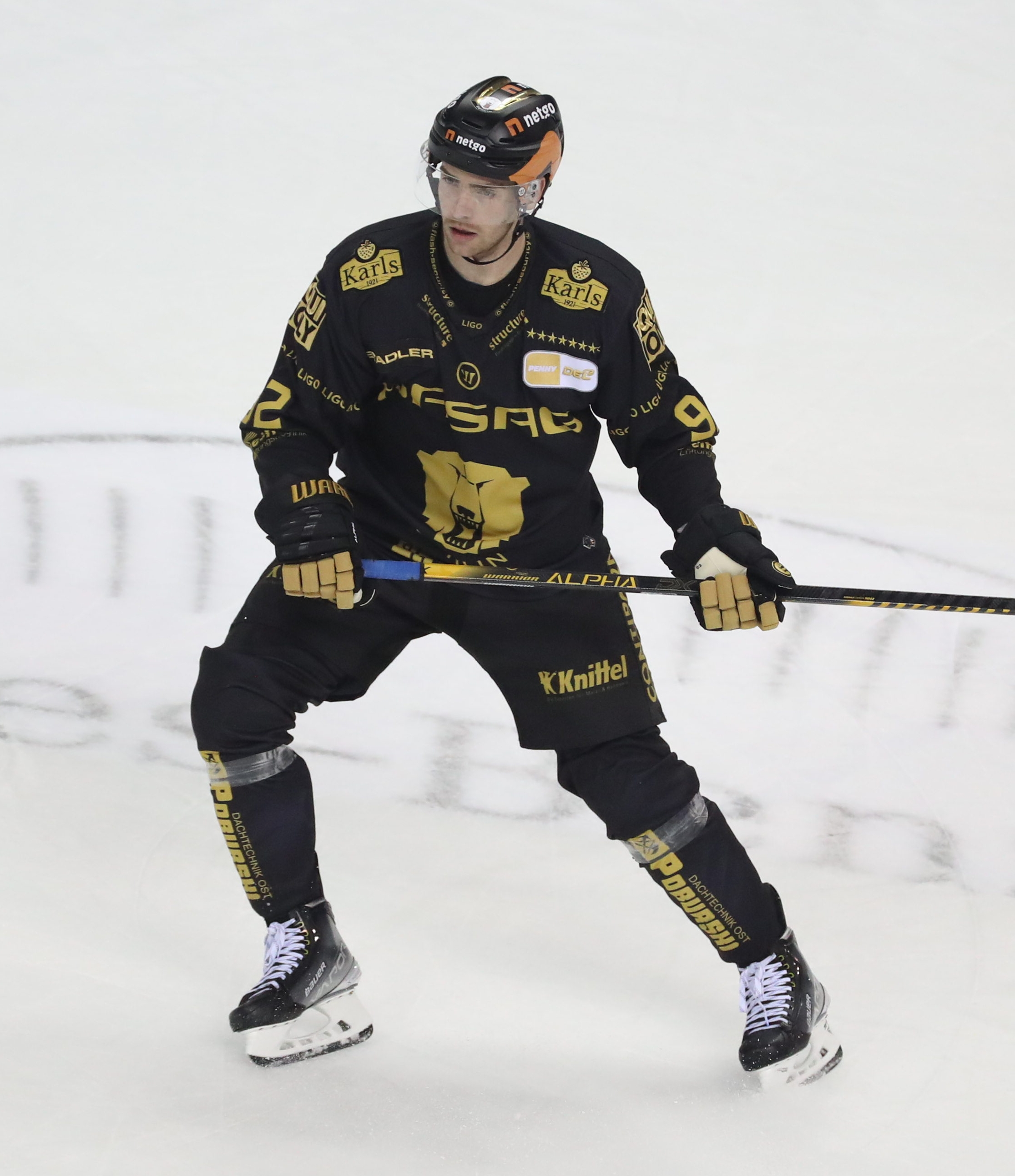
Noebels im Trikot der Eisbären Berlin (2021)

Zur Saison 2009/10 kehrte Noebels nach Krefeld zurück, wo er parallel für die U18-Junioren in der DNL und für die Profimannschaft in der Deutschen Eishockey Liga (DEL) spielte. In seinem Rookiejahr in der DEL erzielte der Junioren-Nationalspieler in 33 Spielen ein Tor und gab zwei Vorlagen. Zur Saison 2010/11 wechselte er zu den Seattle Thunderbirds aus der nordamerikanischen Juniorenliga Western Hockey League (WHL). Beim NHL Entry Draft 2011 wurde er in der vierten Runde an 118. Position von den Philadelphia Flyers ausgewählt.
Im Juli 2011 unterzeichnete Noebels einen Einstiegsvertrag über drei Jahre mit den Flyers. Zunächst wechselte er während der Saison 2011/12 aber innerhalb der WHL zu den Portland Winterhawks und erreichte mit der Mannschaft in den Play-offs die Finalserie um den Ed Chynoweth Cup. Dort scheiterten die Winterhawks allerdings an den Edmonton Oil Kings. Mit 23 Scorerpunkten aus 22 Spielen war Noebels dabei der drittbeste Scorer der WHL-Play-offs. Die Saison 2012/13 begann der Deutsche bei den Trenton Titans, einem Farmteam der Philadelphia Flyers, in der ECHL und wurde nach 30 Scorerpunkten in 31 Spielen zu den Adirondack Phantoms in die American Hockey League (AHL) befördert.
Am 13. Oktober 2014 wurde sein Wechsel in die DEL zu den Eisbären Berlin bekanntgegeben. Er spielt dort mit der Rückennummer 92. Im September 2016 erlitt er einen Kreuzbandriss und musste monatelang pausieren. In der Spielzeit 2016/17, als man in einer Viertelfinalserie gegen die favorisierten Adler Mannheim gewinnen konnte, erzielte er im über 100 Minuten dauernden sechsten Spiel den entscheidenden Treffer. In der Folgesaison 2017/18, als er mit den Eisbären das Play-off-Finale erreichte, war Noebels einer der punktbesten Spieler seines Teams in dieser Finalserie. Für die Spielzeit 2018/19 wurde er im September 2018 ins Trainingscamp der Boston Bruins eingeladen, spielte jedoch ab Oktober 2018 wieder für Berlin in der DEL. In dieser für die Eisbären nicht nach den Erwartungen verlaufenden Saison, war er einer der entscheidenden Spieler in den erfolgreichen Pre-Play-offs.
Die Hauptrunde der Saison 2019/20 beendete er als punktbester deutscher Spieler der DEL sowie erstmals als Top-Scorer seines Vereins Eisbären Berlin. Gleiches gelang ihm eine Saison darauf, als er auf 42 Scorerpunkte kam und erneut zum Stürmer und Spieler des Jahres ausgezeichnet wurde. Die DEL-Gruppe Nord schloss er mit seiner Mannschaft als Tabellenerster ab und wurde in den anschließenden Playoffs erstmals Deutscher Meister. In den Playoffs 2022, 2024 und 2025 gewann er mit den Eisbären erneut den Titel.

### International

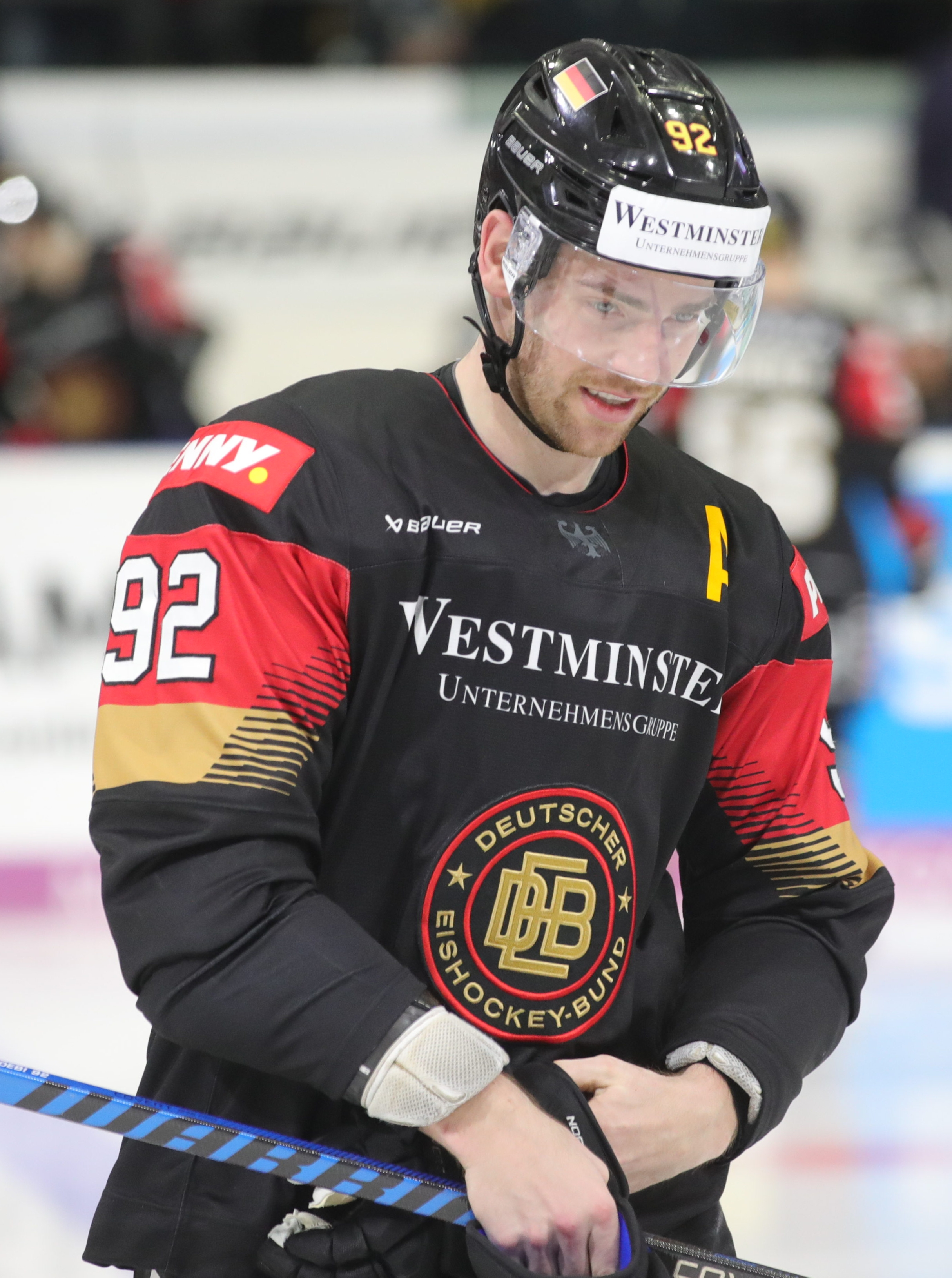
Noebels bei einem Länderspiel der deutschen Nationalmannschaft (2023)

Für Deutschland nahm Noebels an der U18-Junioren-Weltmeisterschaft 2009 sowie der U18-Junioren-Weltmeisterschaft der Division I 2010 teil. Bei Letzterer gelang ihm mit seiner Mannschaft der direkte Wiederaufstieg in die Top Division. Mit neun Toren und zehn Vorlagen in fünf Spielen hatte er als bester Torschütze, Vorlagengeber und Topscorer der Gruppe B entscheidenden Anteil an dem Erfolg.
Bei der Weltmeisterschaft 2013 wurde Noebels erstmals in den Kader der Herren-Nationalmannschaft berufen, blieb in drei Einsätzen allerdings punkt- und straflos. In der Folge nahm er an den Weltmeisterschaften 2014 und 2016 teil, ehe er zum deutschen Aufgebot bei den Olympischen Winterspielen 2018 im südkoreanischen Pyeongchang gehörte. Dort gewann er mit der DEB-Auswahl die Silbermedaille und erhielt dafür am 7. Juni 2018 das Silberne Lorbeerblatt. Es folgten weitere Auftritte bei den Weltmeisterschaften der Jahre 2019, 2021, 2022, 2023 und 2025. Bei der WM 2023 gewann er ebenfalls die Silbermedaille. Dazwischen lag die zweite Nominierung für die Olympischen Winterspiele 2022 in Peking.

## Erfolge und Auszeichnungen
| - 2008 Deutscher Nachwuchsmeister mit den Jungadlern Mannheim - 2009 Deutscher Nachwuchsmeister mit den Jungadlern Mannheim - 2012 ECHL-Rookie des Monats Dezember - 2013 Teilnahme am ECHL All-Star Game - 2020 DEL-Spieler des Jahres - 2020 DEL-Stürmer des Jahres | - 2021 Deutscher Meister mit den Eisbären Berlin - 2021 DEL-Spieler des Jahres - 2021 DEL-Stürmer des Jahres - 2022 Deutscher Meister mit den Eisbären Berlin - 2024 Deutscher Meister mit den Eisbären Berlin - 2025 Deutscher Meister mit den Eisbären Berlin |

### International
| - 2010 Aufstieg in die Top-Division bei der U18-Junioren-Weltmeisterschaft der Division I - 2010 Topscorer der U18-Junioren-Weltmeisterschaft der Division I, Gruppe B - 2010 Bester Torschütze der U18-Junioren-Weltmeisterschaft der Division I, Gruppe B - 2010 Bester Vorlagengeber der U18-Junioren-Weltmeisterschaft der Division I, Gruppe B | - 2012 Aufstieg in die Top-Division bei der U20-Junioren-Weltmeisterschaft der Division IA - 2018 Silbermedaille bei den Olympischen Winterspielen - 2023 Silbermedaille bei der Weltmeisterschaft |

## Karrierestatistik
Stand: Ende der Saison 2024/25

### International
Vertrat Deutschland bei:
| - World U-17 Hockey Challenge 2009 - U18-Junioren-Weltmeisterschaft 2009 - U18-Junioren-Weltmeisterschaft der Division I 2010 - U20-Junioren-Weltmeisterschaft 2011 - U20-Junioren-Weltmeisterschaft der Division IA 2012 - Weltmeisterschaft 2013 - Weltmeisterschaft 2014 - Weltmeisterschaft 2016 | - Olympischen Winterspielen 2018 - Weltmeisterschaft 2018 - Weltmeisterschaft 2019 - Weltmeisterschaft 2021 - Olympischen Winterspielen 2022 - Weltmeisterschaft 2022 - Weltmeisterschaft 2023 - Weltmeisterschaft 2025 |

(Legende zur Spielerstatistik: Sp oder GP = absolvierte Spiele; T oder G = erzielte Tore; V oder A = erzielte Assists; Pkt oder Pts = erzielte Scorerpunkte; SM oder PIM = erhaltene Strafminuten; +/− = Plus/Minus-Bilanz; PP = erzielte Überzahltore; SH = erzielte Unterzahltore; GW = erzielte Siegtore; 1 Play-downs/Relegation; Kursiv: Statistik nicht vollständig)

## Sonstiges
Noebels engagiert sich gemeinsam mit dem Ex-Profiboxer Axel Schulz und dem Ulmer Basketballer Tim Ohlbrecht ehrenamtlich als „Botschafter“ der vom ehemaligen Liqui-Moly-Chef Ernst Prost gegründeten karitativ tätigen Ernst Prost Stiftung. Unter dem Motto „Noebi hilft“ unterstützt er die Stiftung durch Benefiz-Aktionen wie beispielsweise Trikot-Versteigerungen finanziell und trägt dazu bei, den Bekanntheitsgrad der Stiftung und das Spendenaufkommen zu steigern.